# Лео Баптістан
Лео Баптістан (порт. Léo Baptistão, нар. 26 серпня 1992, Сантус) — бразильський футболіст, нападник.

## Ігрова кар'єра
Народився 26 серпня 1992 року в місті Сантус, одному з передмість Сан-Паулу, в сім'ї лікаря. Футболом почав займатися в клубі «Португеза Сантіста» з Неймаром. У 16 років він опинився на перегляді в академії іспанського «Райо Вальєкано», однак при медобстеженні у Лео виявили гепатит, через що йому довелося на деякий час повернутися додому. Після остаточного одужання, яке тривало близько року, Лео відправився в оренду в клуб «Сан-Фернандо» для набору ігрових кондицій..
У липні 2011 року Баптістан був включений до заявки основної команди «Райо» на передсезонні матчі. Дебютував Лео 11 серпня в товариському матчі з хіхонським «Спортінгом», проте в середині 2 тайму отримав перелом ключиці і покинув поле на ношах. Після відновлення до кінця сезону 2011/12 Баптістан грав за другу команду у Сегунді Б.
25 серпня 2012 року Лео вперше вийшов на поле в офіційних матчах за основу «Райо» в поєдинку з «Бетісом» (1:2). 16 вересня Баптістан забив за «вальєканос» свій перший гол, вразивши ворота мадридського «Атлетіко» (3:4). Через місяць, 21 жовтня, він відзначився першим дублем у кар'єрі в грі проти «Еспаньйола» (2:3). З перших ігор Лео став основним гравцем команди, виступаючи в центрі нападу.
3 червня 2013 року Баптістан перейшов в «Атлетіко Мадрид», уклавши 5-річний контракт. Дебютував Лео за «Атлетіко» 21 серпня 2013 року в грі за Суперкубок Іспанії проти «Барселони» (1:1). 18 вересня він забив свій перший гол за «матрацників», вразивши ворота пітерського «Зеніту» (3:1) в рамках групового етапу Ліги чемпіонів.
Проте закріпитись у складі «Атлетіко» молодий бразилець не зумів, через що на правах оренди здавався в «Реал Бетіс» та рідний «Райо Вальєкано».
Влітку 2015 року був відданий в оренду до кінця сезону з правом викупу в «Вільярреал». Відтоді встиг відіграти за вільярреальський клуб 5 матчів в національному чемпіонаті.

## Статистика виступів

### Статистика клубних виступів
Станом на 23 травня 2015
| Клуб               | Сезон   | Ліга | Ліга  | Кубок | Кубок | Єврокубки | Єврокубки | Інше | Інше  | Загалом | Загалом |
| Клуб               | Сезон   | Ігор | Голів | Ігор  | Голів | Ігор      | Голів     | Ігор | Голів | Ігор    | Голів   |
| ------------------ | ------- | ---- | ----- | ----- | ----- | --------- | --------- | ---- | ----- | ------- | ------- |
| «Райо Вальєкано Б» | 2011-12 | 17   | 4     | 0     | 0     | 0         | 0         | 0    | 0     | 17      | 4       |
| «Райо Вальєкано»   | 2012-13 | 28   | 7     | 1     | 0     | 0         | 0         | 0    | 0     | 29      | 7       |
| «Атлетіко»         | 2013-14 | 5    | 0     | 1     | 0     | 3         | 1         | 2    | 0     | 11      | 1       |
| «Реал Бетіс»       | 2013-14 | 17   | 1     | 1     | 0     | 4         | 1         | 0    | 0     | 22      | 2       |
| «Райо Вальєкано»   | 2014-15 | 25   | 7     | 1     | 0     | 0         | 0         | 0    | 0     | 26      | 7       |
| Всього             | Всього  | 92   | 19    | 4     | 0     | 7         | 2         | 2    | 0     | 105     | 21      |

## Титули і досягнення
Атлетіко Мадрид
- Чемпіон Іспанії: 2013-14